# فییوی
فییوی (به صربی: Fijulj) یک منطقهٔ مسکونی در صربستان است که در سینیتسا واقع شده‌است. فییوی ۱۷٫۰۳ کیلومتر مربع مساحت و ۱۰۳ نفر جمعیت دارد.